# Winter Quarters

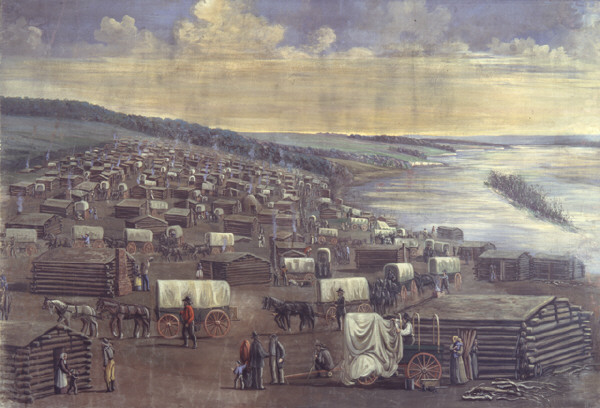
I Winter Quarters.

I Winter Quarters furono un accampamento formato da circa 2.500 membri della Chiesa di Gesù Cristo dei santi degli ultimi giorni mentre aspettavano, durante l'inverno del 1846-1847, condizioni migliori per il loro viaggio verso ovest. Tale accampamento faceva seguito ad un preliminare insediamento di tende 3,5 miglia più ad ovest al Cutler's Park.. I mormoni costruirono più di 800 capanne all'insediamento dei Winter Quarters. Situato nell'attuale North Omaha (nel Nebraska) in posizione dominante il fiume Missouri, l'insediamento rimase abitato fino al 1848

## Storia
I Santi che svernavano avevano lasciato le loro case a Nauvoo (nell'Illinois) con un preavviso relativamente breve e avevano comprato poche provviste utili. Un non-mormone influente Thomas L. Kane, che cercava di convincere i capi dei Santi degli ultimi giorni a stabilire un gruppo militare di volontari (successivamente noto come Battaglione mormone), ricevette il permesso dal Governo federale degli Stati Uniti perché il gruppo si potesse accampare nelle terre della tribù Omaha, compreso il sito di Cutler's Park. Le condizioni all'accampamento rimasero primitive per il primo mese, con i pionieri che vivevao in tende, mentre gli uomini tiravano su il fieno, trovavano l'acqua e governavano il bestiame. A causa di litigi tra le tribù Oto e Omaha per l'uso della terra, i mormoni spostarono il loro campo tre miglia più a est, in una posizione dominante il fiume Missouri. Lì costruirono capanne e case di zolle erbose per l'inverno. Un gruppo di queste capanne divenne noto come Kimball Row.
Consisteva in tredici cabine adiacenti, con le case dei due uomini di chiesa Heber C. Kimball e Newel K. Whitney alle due estremità. La comunità dei Santi degli ultimi giorni commerciò attivamente con gli amerindi e con gli insediamenti commerciali situati nel nord del Missouri e dell'Iowa, scambiando oggetti casalinghi e piccole somme di denaro con prodotti alimentari, come maiali, grano e verdura e forniture per lo sforzo degli emigrati. I giovani uomini mormoni inoltre producevano oggetti artigianali come cesti di vimini e lavatoi. La chiesa trovò anche il necessario per costruire un mulino ad acqua.
Anche con il commercio, la dieta della comunità era basata principalmente su pane di grano, carne salata e un po' di latte, occasionalmente si arricchiva di selvaggina fresca o di carne degli animali allevati. Lo scorbuto, noto anche come "gambanera" durante questo periodo, divenne un grosso problema. Le patate del Missouri e il rafano trovato al vecchio Fort Atkinson aiutarono a diminuire il livello del problema, ma tutti a i residenti mancava la verdura fresca all'interno della dieta. Tubercolosi, malaria, e febbre e brividi non identificati colpirono la comunità. Il membro della chiesa Louisa Barnes Pratt ricorda nelle sue memorie:
"I hired a man to build me a sod cave. He took turf from the earth, laid it up, covered it with willow brush and sods. Built a chimney of the same. . . . I paid a five dollar gold piece for building my sod house, 10 x 12. . . . A long cold rain storm brought more severely again the chills and fever. These with scurvy made me helpless indeed! . . . Many of my friends sickened and died in that place, when I was not able to leave my room, could not go to their bedside to administer comfort to them in the last trying hours, not even to bid them farewell. Neither could I go to see their remains carried to their final resting place where it was thought I would shortly have to be conveyed."
"Ho assunto un uomo per costruire una casa di zolle erbose. Egli ha preso il tappeto erboso dalla terra, lo ha immobilizzato e poi coperto con un pannello di vimini e zolle. Costruì un camino nello stesso modo. . . . Ho pagato cinque dollari in oro per farmi costruire la mia casa di zolle, 10 x 12. . . . Una fredda tempèesta di pioggia portò nuovi brividi e febbre, Questi con lo scorbuto mi hanno reso davvero indifesa! . . . Molti dei miei amici si sono ammalati e sono morti in questo posto, quando non era in grado di lasciare la mia stanza, non sono potuta andare al loro capezzale per portar loro conforto nelle ultime ore, nemmeno per dir loro addio. Non sono nemmeno potuta andare a vedere mentre portavano le loro spoglie nel luogo del riposo eterno dove si pensava sarei presto finita anch'io."
I registri della chiesa della prima estate non contengono informazioni sulle vittime delle malattie; comunque, i registri successivi indicano che dalla metà del settembre 1846 al maggio 1848 le malattie causarono la morte di 359 persone.
Brigham Young supervisionò alla costruzione del Florence Mill. Oggi, secondo quanto riferito, è l'unico edificio sopravvissuto nell'area ad essere stato costruito dai mormoni. Ai coloni serviva un mulino per macinare il mais, il grano e la segale per fare polente e farinacei. Costruito vicino a Turkey Creek, successivamente rinominato Mill Creek, che sfocia nel fiume Missouri, la struttura originale fu cominciata nell'autunno del 1846. Fu completato nella primavera del 1847 al costo di $3.000. Brigham Young vendette il mulino a John Neff che lo lasciò quando si trasferì a Salt Lake City. I coloni arrivati dopo lo ristrutturarono e lo usarono per anni. Le prove delle tecniche originali di costruzione sono state trovate nel Florence Mill sopravvissuto.
Oggi l'area che una volta era dei Winter Quarters è parte della comunità di Florence, che si trova a North Omaha. La prima comunità della zona è ricordata in vari luoghi, tra cui Mormon Pioneer Cemetery, Cutler's Park, e il Mormon Pioneer Memorial Bridge. Il Winter Quarters Nebraska Temple fu inaugurato nell'Aprile 2001 .